# تشوه العضلات
تشوه العضلات هو نوع فرعي من الاضطراب العقلي الوسواسي اضطراب تشوه الجسم، ولكن غالباً ما يتم تجميعه أيضًا مع اضطرابات الأكل. في حالة خلل التشوه العضلي، والذي يسمى أحياناً "التضخم الكبير"، أو "التضخم الكبير"، أو "فقدان الشهية العكسي"، فإن الاعتقاد الوهمي أو المبالغ فيه هو أن جسم الشخص صغير جدًا، أو نحيف جدًا، أو غير عضلي بما فيه الكفاية، أو غير نحيف بدرجة كافية، على الرغم من أنه في معظم الحالات، بناء الفرد طبيعي أو حتى كبير بشكل استثنائي وعضلي بالفعل.
يؤثر خلل التشوه العضلي في الغالب على الرجال، وخاصة أولئك الذين يمارسون الألعاب الرياضية حيث يكون حجم الجسم أو الوزن من العوامل التنافسية، ويصبح سبباً لاكتساب العضلات أو أن يصبح أصغر حجمًا. إن السعي لإصلاح جسد المرء ظاهرياً يستهلك وقتًا واهتمامًا وموارد هائلة، كما هو الحال في إجراءات التمارين الرياضية، والأنظمة الغذائية، والمكملات الغذائية، في حين أن استخدام المنشطات الابتنائية شائع أيضًا. عادةً ما توجد أيضًا انشغالات أخرى تتعلق بتشوه الجسم والتي لا تسبب تشوهًا في العضلات.
على الرغم من تشبيهه بفقدان الشهية العصبي، من الصعب التعرف على تشوه العضلات بشكل خاص، حيث أن الوعي به نادر والأشخاص الذين يعانون من تشوه العضلات عادة ما يظلون يتمتعون بصحة جيدة. قد يؤدي الضيق والتشتت الناتج عن خلل التشوه العضلي إلى الغياب عن المدرسة والعمل والأماكن الاجتماعية. بالمقارنة مع اضطرابات تشوه الجسم الأخرى، تكون معدلات محاولات الانتحار مرتفعة بشكل خاص مع تشوه العضلات. يعتقد الباحثون أن معدل الإصابة بخلل التشوه العضلي آخذ في الارتفاع، ويرجع ذلك جزئياً إلى التركيز الثقافي الأخير على الأجسام الذكورية العضلية.

## العلامات والأعراض
على الرغم من أنه تم العثور على عدم الرضا عن الجسم لدى الأولاد الذين تقل أعمارهم عن ستة أعوام، إلا أن بداية خلل التشوه العضلي تقدر عادة بين سن 18 و20 عامًا وفقًا للدليل التشخيصي والإحصائي للاضطرابات العقلية (DSM-5)، تتم الإشارة إلى تشوه العضلات من خلال المعايير التشخيصية لاضطراب تشوه الجسم من خلال "فكرة أن جسده صغير جدًا أو غير عضلي بما فيه الكفاية"، ويسري هذا المحدد حتى لو كان الفرد منشغلًا بمناطق أخرى من الجسم. أيضا، كما هو الحال في كثير من الأحيان.
تشمل المظاهر السريرية الأخرى التي تم تحديدها بذل جهود مفرطة لزيادة العضلات، وأنشطة مثل تقييد النظام الغذائي، والإفراط في التدريب، وحقن الأدوية المعززة للنمو، عادةً ما يقضي الأشخاص الذين يعانون من تشوه العضلات أكثر من ثلاث ساعات يوميًا في التفكير في زيادة العضلات، وقد يشعرون بعدم القدرة على الحد من رفع الأثقال. كما هو الحال في فقدان الشهية العصبي، فإن السعي العكسي لخلل التشوه العضلي يمكن أن يكون لا يشبع. أولئك الذين يعانون من هذا الاضطراب يراقبون أجسادهم عن كثب وقد يرتدون طبقات متعددة من الملابس لجعلها تبدو أكبر.
يتضمن خلل التشوه العضلي ضائقة شديدة عند رؤية جسد الشخص من قبل الآخرين. يضعف الأداء المهني والاجتماعي، وقد تتداخل الأنظمة الغذائية مع ذلك. غالباً ما يتجنب المرضى الأنشطة والأشخاص والأماكن التي تهدد بالكشف عن النقص الملحوظ في الحجم أو العضلات. ما يقرب من نصف المرضى لديهم فكرة ضعيفة أو معدومة بأن هذه التصورات غير واقعية. يكشف تاريخ المرضى عن معدلات مرتفعة لتشخيص الاضطرابات النفسية الأخرى، بما في ذلك اضطرابات الأكل، واضطرابات المزاج، واضطرابات القلق، واضطراب تعاطي المخدرات، بالإضافة إلى ارتفاع معدلات محاولات الانتحار.

## عوامل الخطر
على الرغم من أن تطور خلل التشوه العضلي غير واضح، فقد تم تحديد العديد من عوامل الخطر.

## الصدمة والتنمر
بالمقارنة مع عامة السكان، فإن الأشخاص الذين يعانون من خلل التشوه العضلي هم أكثر عرضة للتعرض لأحداث مؤلمة أو ملاحظة مثل الاعتداء الجنسي أو العنف المنزلي أو تعرضهم للتنمر والسخرية في سن المراهقة بسبب أوجه القصور الفعلية أو المتصورة مثل الصغر والضعف أو ضعف اللياقة البدنية أو الدونية الفكرية. قد يبدو أن زيادة كتلة الجسم تقلل من خطر التعرض لمزيد من سوء المعاملة.

## السمات النفسية الاجتماعية
يرتبط تدني احترام الذات بمستويات أعلى من عدم الرضا عن الجسم وتشوه العضلات. كما تم ربط النرجسية الضعيفة بزيادة خطر تشوه العضلات. قد يبدو أن زيادة حجم الجسم أو العضلات تعزز الهوية الذكورية.

## التعرض للإعلام
وبينما تؤكد وسائل الإعلام الغربية على الجاذبية الجسدية، تستغل بعض الحملات التسويقية الآن عدم الأمان في صورة جسد الرجل.منذ الثمانينيات، زاد عدد مجلات اللياقة البدنية والرجال ذوي العضلات العارية جزئياً في الإعلانات. تثير مثل هذه الوسائط مقارنات جسدية وتضغط على الأفراد للامتثال، ولكنها تزيد من الفجوة بين تصورات الرجال لعضلاتهم مقابل قوتهم العضلية المرغوبة. بالنسبة للرجال في سن الدراسة الجامعية، فإن المؤشر القوي للسعي نحو اكتساب العضلات هو استيعاب أجساد الذكور المثالية التي تصورها وسائل الإعلام.

## المشاركة الرياضية
يميل الرياضيون إلى مشاركة بعض العوامل النفسية التي قد تؤهب لتشوه العضلات، بما في ذلك المستويات العالية من القدرة التنافسية، والحاجة إلى السيطرة، والكمال، ويميل الرياضيون إلى أن يكونوا أكثر انتقادًا لأجسادهم ووزن الجسم. قد يكثف الرياضيون الذين يفشلون أيضًا في تحقيق أهداف أدائهم الرياضي جهودهم لتعديل بنياتهم، وهي الجهود التي تتداخل مع جهود تشوه العضلات. المشاركة في الألعاب الرياضية التي يشير فيها الحجم أو القوة أو الوزن، سواء كان أعلى أو أقل، إلى ميزة تنافسية مرتبطة بتشوه العضلات. المثل الرياضية تعزز المثل الاجتماعي للعضلات. على العكس من ذلك، فإن أولئك الذين لديهم بالفعل خلل في البنية العضلية قد يكونون أكثر عرضة للمشاركة في مثل هذه الألعاب الرياضية.

## التوجه الجنسي
لقد لوحظ أن الرجال الذين يمارسون الجنس مع الرجال (MSM) لديهم علاقة فريدة بتطور أعراض تشوه العضلات. يتعرض الرجال الذين يمارسون الجنس مع الرجال لخطر متزايد لتجربة التحيز الجنسي الداخلي، مما قد يؤدي إلى عدم الرضا عن جسد الفرد واستيعاب معايير الجاذبية. غالبًا ما يبلغ الرجال الذين يتوافقون مع المُثُل التقليدية للذكورة عن زيادة الضغط الناتج عن عدم تلبية المعايير المفروضة للجسم الذكوري والعضلي. في عينة مكونة من 2,733 من الرجال الذين يمارسون الجنس مع الرجال والذين أبلغوا عن عدم الرضا عن أجسادهم، أبلغ واحد فقط من كل 10 عن عدم شعوره بعدم الرضا عن عضلاتهم. كان لعدم الرضا عن العضلات علاقة أقوى مع ضعف نوعية الحياة بالمقارنة مع عدم الرضا عن الدهون في الجسم والطول وحجم القضيب.
أولئك الذين يعتبرون أقلية جنسية معرضون بشكل متزايد لخطر الإيذاء بسبب هويتهم. إن كونك ضحية للتنمر ضد المثليين يرتبط بمزيد من أعراض خلل التشوه العضلي. يمكن أن يكون السبب المحتمل لهذه العلاقة هو زيادة مشاعر التفكير بجنون العظمة التي يمكن أن يتعرض لها الفرد الذي يمارس الجنس مع الرجال بعد التنمر ضد المثليين.

## علاج
يمكن إعاقة علاج خلل التشوه العضلي بسبب عدم وعي المريض بأن الانشغال مضطرب أو بسبب تجنب العلاج. البحث العلمي حول علاج خلل التشوه العضلي محدود، وتتمثل الأدلة إلى حد كبير في تقارير الحالة والحكايات، ولم يتم التحقق من صحة أي بروتوكولات محددة. ومع ذلك، تدعم الأدلة فعالية العلاج الأسري، والعلاج السلوكي المعرفي، والعلاج الدوائي باستخدام مثبطات إعادة امتصاص السيروتونين الانتقائية. كما أن البحث في تشخيص الحالات غير المعالجة محدود أيضًا.

## انتشار
تباينت تقديرات انتشار تشوه العضلات بشكل كبير، حيث تراوحت من 1% إلى 54% من الرجال في العينات المدروسة. تظهر عينات من أعضاء الصالة الرياضية ورافعي الأثقال وكمال الأجسام معدل انتشار أعلى من العينات المأخوذة من عامة السكان. وقد تم العثور على معدلات أعلى بين مستخدمي المنشطات. هذا الاضطراب نادر عند النساء ولكنه يحدث، وقد لوحظ بشكل خاص عند لاعبات كمال الأجسام اللاتي تعرضن لاعتداءات جنسية. عبر الثقافات، تم التعرف على خلل التشوه العضلي في الصين وجنوب أفريقيا وأمريكا اللاتينية. يُظهر السكان غير الغربيين الأقل تعرضًا لوسائل الإعلام الغربية معدلات أقل من خلل التشوه العضلي.  

## تاريخ
تم تصور خلل التشوه العضلي لأول مرة من قبل المتخصصين في الرعاية الصحية في أواخر التسعينيات. وفي عام 2016، تم نشر 50% من المقالات التي راجعها النظراء في السنوات الخمس السابقة.
على الرغم من أن تشوه العضلات كان يُنظر إليه في البداية على أنه معكوس لفقدان الشهية العصبي - السعي إلى أن يكون كبيرًا وعضلياً بدلاً من صغيراً ورفيعاً -فقد قام الباحثون لاحقًا بمطابقة التجربة الشخصية مع اضطراب تشوه الجسم .
اعترفت الجمعية الأمريكية للطب النفسي بخلل التشوه العضلي في الطبعة الخامسة من الدليل التشخيصي والإحصائي للاضطرابات العقلية. يصنفه الدليل التشخيصي والإحصائي للاضطرابات العقلية (DSM-5)، المنشور في عام 2013، ضمن اضطراب تشوه الجسم. إن خلل التشوه العضلي غائب عن التصنيف الإحصائي الدولي للأمراض والمشاكل الصحية ذات الصلة، الطبعة العاشرة، المنشورة في عام 1992.

## إعادة التصنيف
لقد نوقش تصنيف خلل البنية العضلية على نطاق واسع، وتم اقتراح تصنيفات بديلة حسب الدليل التشخيصي والإحصائي للاضطرابات العقلية (DSM).
- اضطراب الأكل: تتداخل العديد من سمات تشوه العضلات مع سمات اضطرابات الأكل،[7][42][43] بما في ذلك التركيز على وزن الجسم وشكله وتعديله،[44] بينما يفتقر اضطراب تشوه الجسم عادةً إلى هذه المكونات الغذائية والتمارين الرياضية.[43] أيضًا، يميل الأشخاص الذين يعانون من تشوه العضلات إلى الحصول على درجات عالية في اختبار اتجاهات الأكل وجرد اضطرابات الأكل،[45][38] بينما يتشارك تشوه العضلات وفقدان الشهية العصبي في التقاطع التشخيصي.[46] يرتبط تشوه العضلات واضطرابات الأكل ببعضهما البعض أكثر من ارتباط أي منهما باضطراب تشوه الجسم.[13][47] قد يكون علاج اضطرابات الأكل فعالًا أيضًا في علاج تشوه العضلات.[48]
- الإدمان السلوكي: يسعى بعض الباحثين إلى إعادة تصنيف تشوه العضلات على أنه إدمان سلوكي.[7][43][47][44] يتم تفعيل جهود تشوه العضلات للحفاظ على صورة الجسم من خلال أنشطة مثل التمارين الرياضية والنظام الغذائي والتسوق،[47] والتي قد تسبب صراعات مع الآخرين.[47] علاوة على ذلك، فإن بناء العضلات القهري والقيود الغذائية يمكن أن يؤدي إلى تفاقم هذه الصراعات.[47] علاوة على ذلك، فإن الامتناع عن هذه الأنشطة يمكن أن يثير أعراض الانسحاب، مما يعيد الفرد إلى السلوك القهري.[42][47]